# Мирис, Ян ван
Ян ван Мирис (нидерл. Jan van Mieris; 17 июня 1660, Лейден — 17 марта 1690, Рим) — голландский живописец, один из малых голландцев. Мастер небольших картин бытового и портретного жанров на интимные, камерные сюжеты. Член семьи потомственных художников из Лейдена. Старший сын живописца Франса ван Мириса. Представитель позднего периода «Золотого века голландской живописи».

## Жизнь и творчество
Ян ван Мирис родился в Лейдене, Южная Голландия в семье потомственных художников. Он был старшим сыном художника Франца ван Мириса-старшего, мастера камерных картин бытового жанра. Изучал живопись на примерах творчества отца, а также под руководством академического живописца Герарда де Лересса в Амстердаме. В молодости Ян часто болел (он страдал от камней в почках), что отражалось на его занятиях.

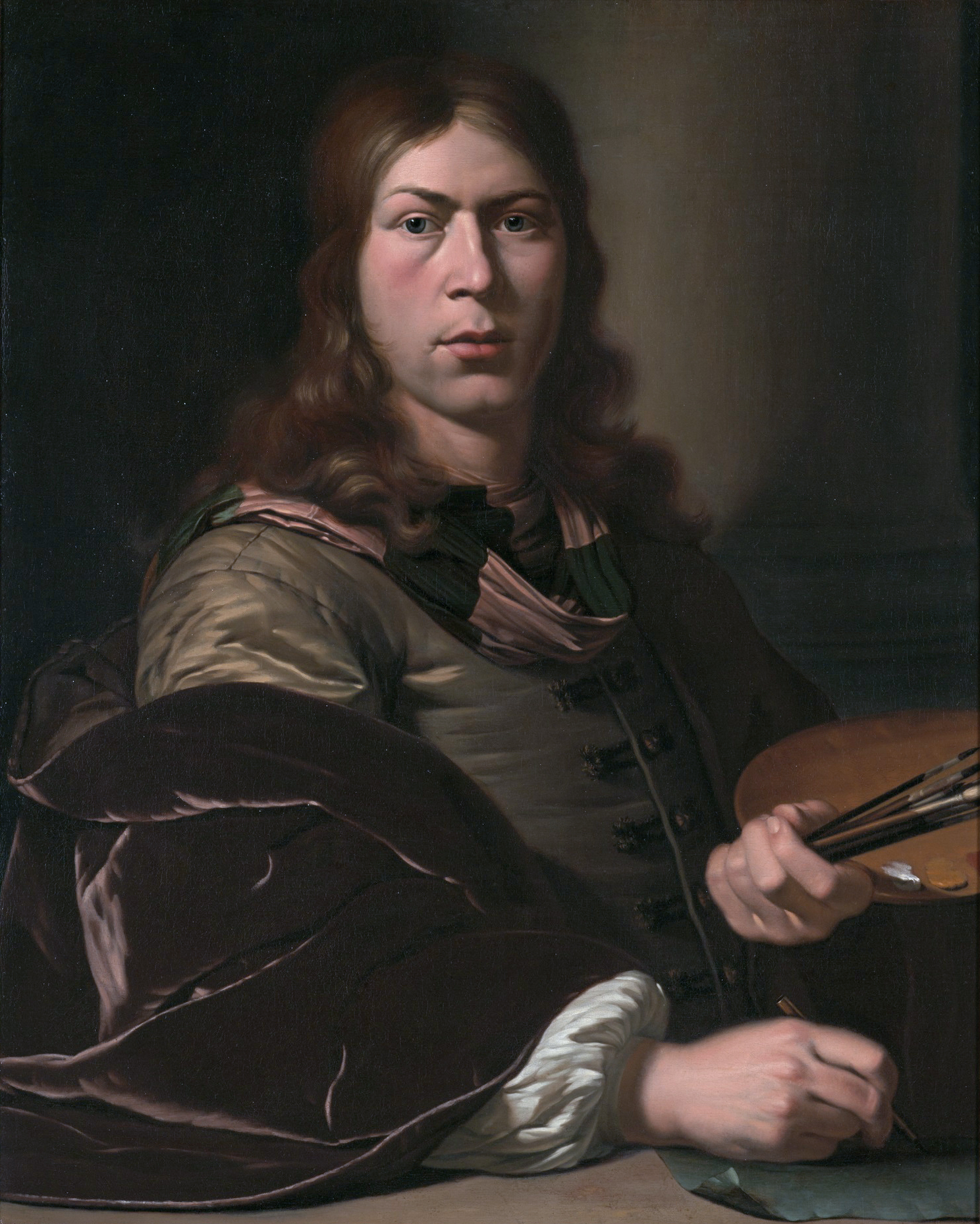
Автопортрет. Ок. 1685. Холст, масло. Музей Де Лакенхал, Лейден

Его произведения особенно ценили члены семьи де ла Курт. Покровительницей художника была Петронелла де ла Курт (Petronella de la Court, 1624—1707), ей принадлежали три его картины, а её сыну Адаму Оортмансу Второму (Adam Oortmans, 1662—1719), — четыре. Он также написал портреты членов этой семьи: Петронеллы, её мужа Адама Оортманса Первого (1622—1684) и их внучатого племянника Питера де ла Корт ван дер Ворта (1664—1739). 4 июня 1686 года Ян был принят в лейденскую Гильдию Святого Луки.
В 1686—1687 годах Ян ван Мирис отправился в путешествие по Германии, а затем в Италию с Адамом Оортмансом Вторым, вероятно, через Вену, поскольку император был заказчиком произведений его отца. Путешествие продолжилось в Венецию, где Ян в январе 1689 года написал письмо матери, сообщая, что в Венеции никто не проявил интереса к его работе и что он поедет во Флоренцию, где, благодаря знакомству великого герцога Тосканского Козимо III Медичи с Мирисом Старшим, он, наконец, сумел получить выгодные заказы, но по религиозным соображениям (он был протестантом) выслан из города. Из Флоренции Ян ван Мирис в 1690 году отправился в Рим, где его работы были хорошо известны.
В Риме Ян сблизился с группой молодых художников, так называемых «Перелётных птиц», или «Бент» (нидерл. bent — клуб, собрание, нидерл. Bent vogels — перелётные птицы, или нидерл. Bentvueghels — «птицы пера») — обществом иностранных художников, прибывавших в католический Рим из северных стран (главным образом из Нидерландов и Германии).
Ян ван Мирис был не только живописцем, но и поэтом. Он рифмовал перевод на нидерландский язык драмы итальянского поэта Торквато Тассо «Аминта» (1580) и написал ряд стихотворений, в том числе одно на картину своего отца и одно о продвижении друга в Лейденском университете. Его девизом была фраза Горация «Поэзия подобна живописи» (Ut pictura poesis).
В Риме хронические болезни Яна ван Мириса обострились. Художник продолжал по-прежнему писать в те моменты, когда ему становилось лучше — вплоть до самой смерти, последовавшей в 1690 году. Он скончался в тридцать лет. Отчёт о последних днях Яна был опубликован художником Эразмом Коссом (1660—1738), который также описывает похороны Яна ван Мириса за городскими воротами Рима.
Известно более сорока картин Яна ван Мириса. Его литературные произведения хранятся в библиотеке Лейденского университета. Картины Ван Мириса разбросаны по всему миру в различных музеях и коллекциях, в музее Де Лакенхал в Лейдене хранится шесть картин, включая его большой автопортрет.

## Галерея

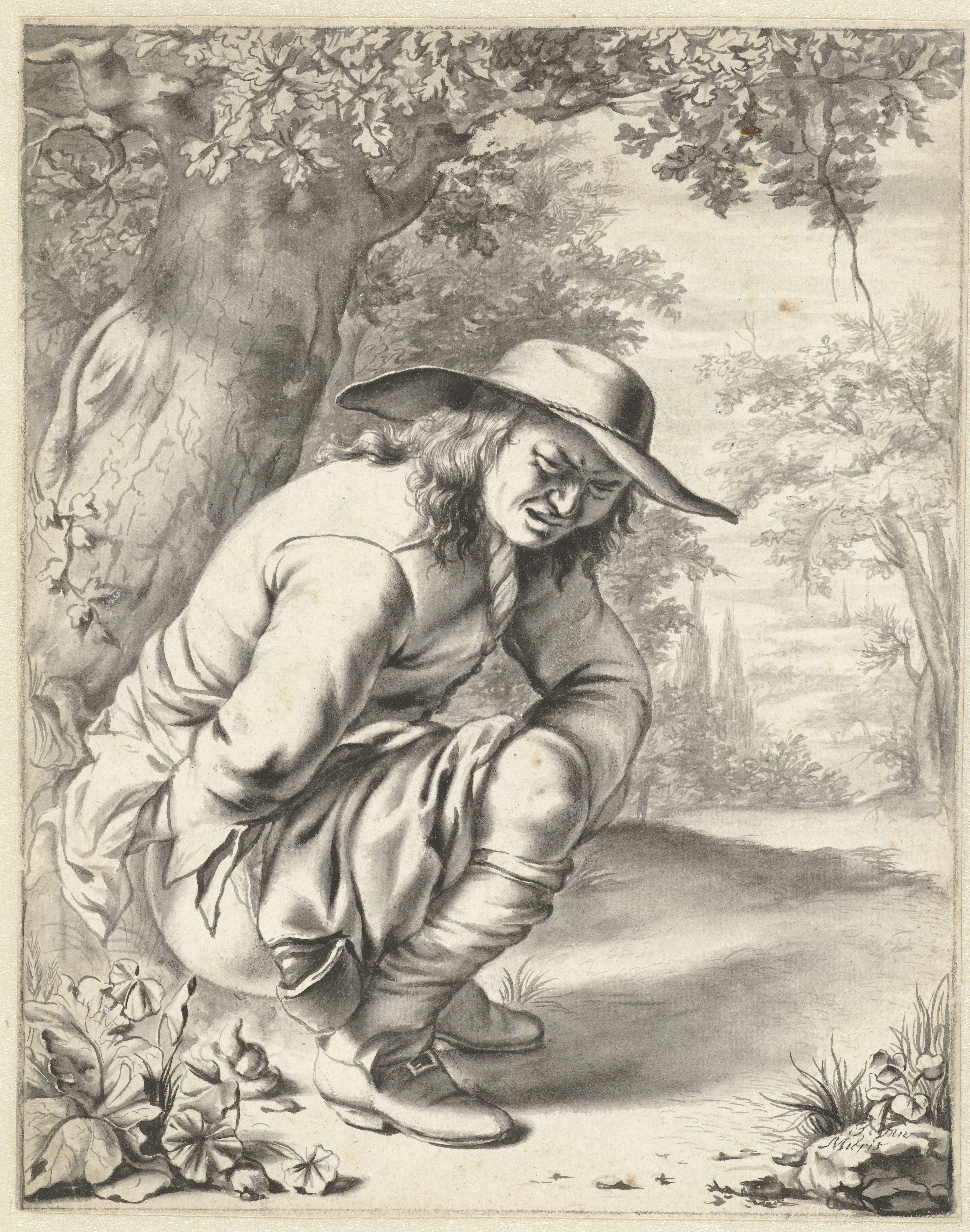
Человек присел на корточки, чтобы справить нужду возле дерева. Между 1670 и 1690. Бумага, перо, кисть, растушка сухой тушью. Рейксмюсеум, Амстердам
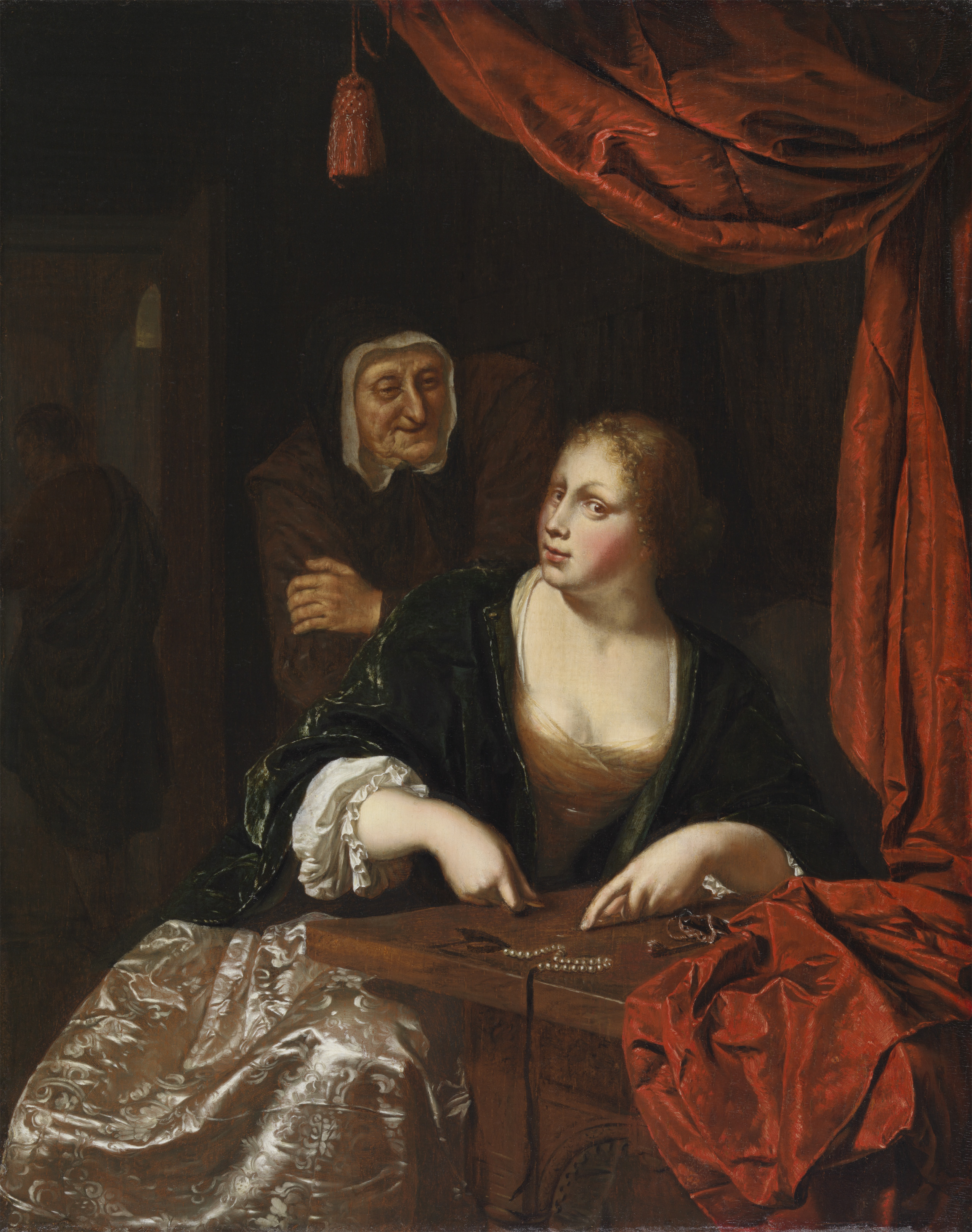
Куртизанка, считающая деньги. Ок. 1680. Дерево, масло. Лейденская коллекция, Нью-Йорк, США
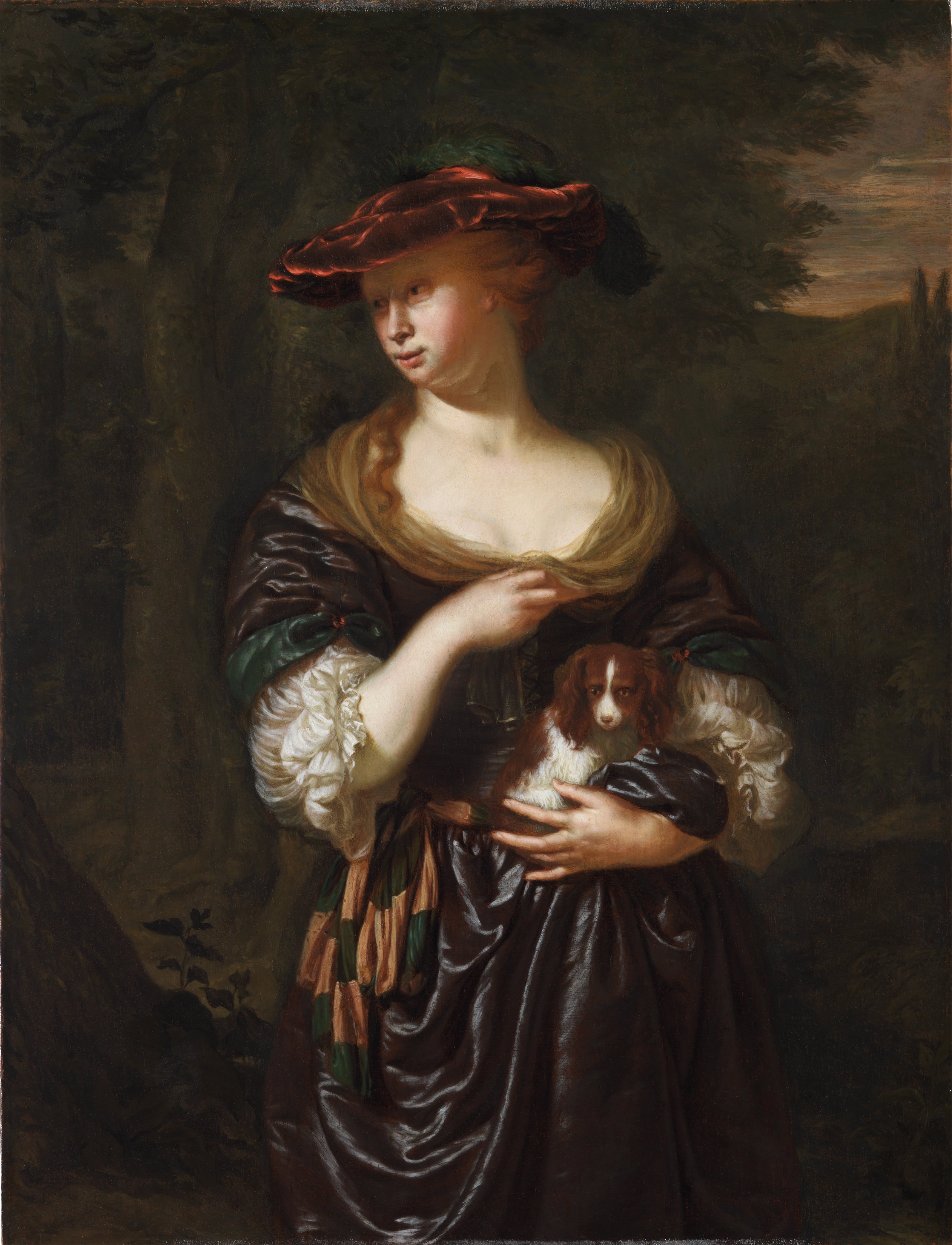
Дама с собачкой на фоне пейзажа. Между 1683 и 1685. Дерево, масло. Лейденская коллекция, Нью-Йорк, США
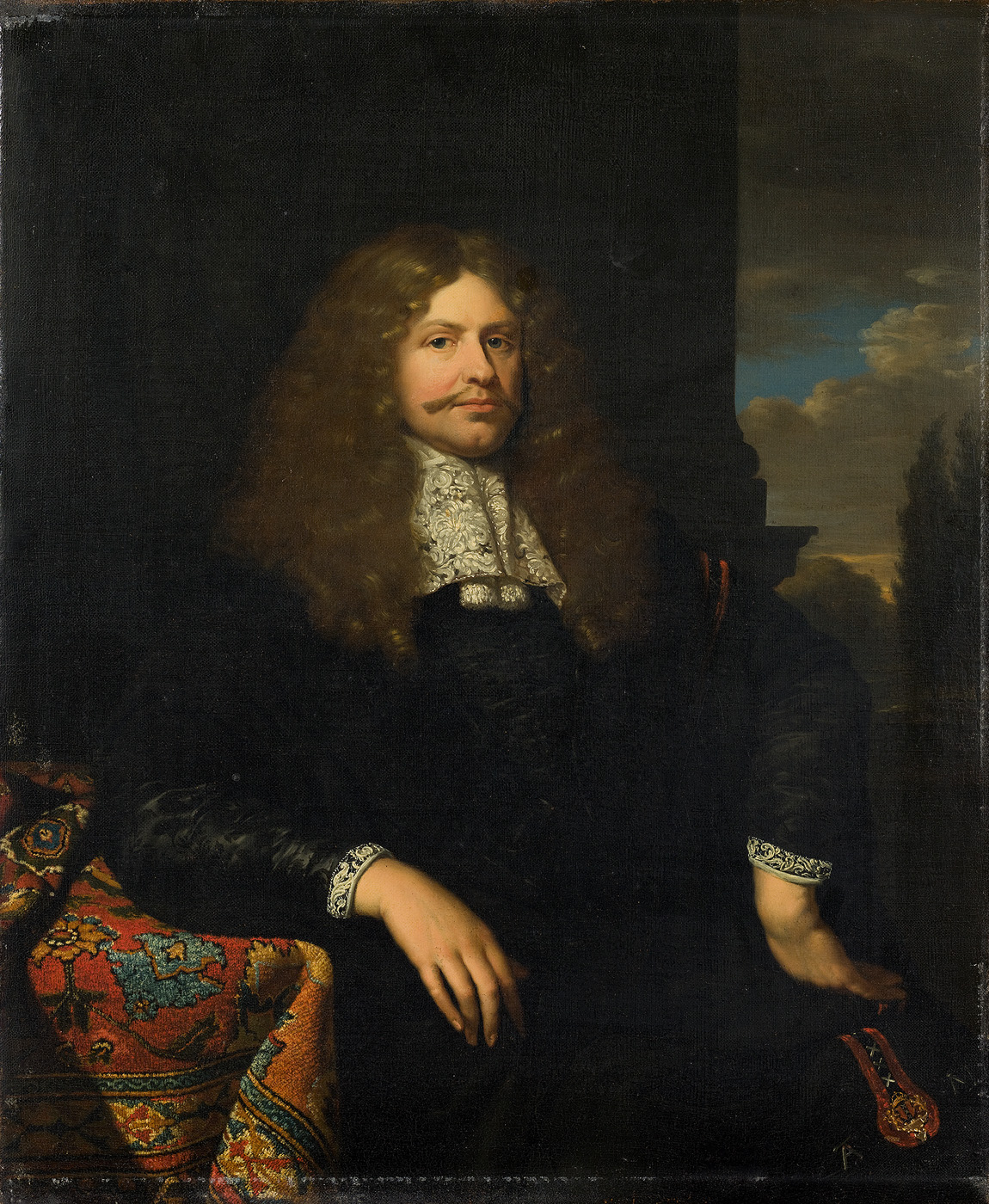
Портрет Корнелиса Бакера. Между 1681 и 1682. Дерево, масло. Исторический музей, Амстердам
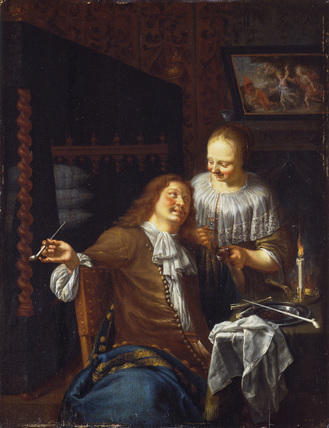
Кавалер и дама. Ок. 1680. Дерево, масло. Собрание Уоллеса, Лондон
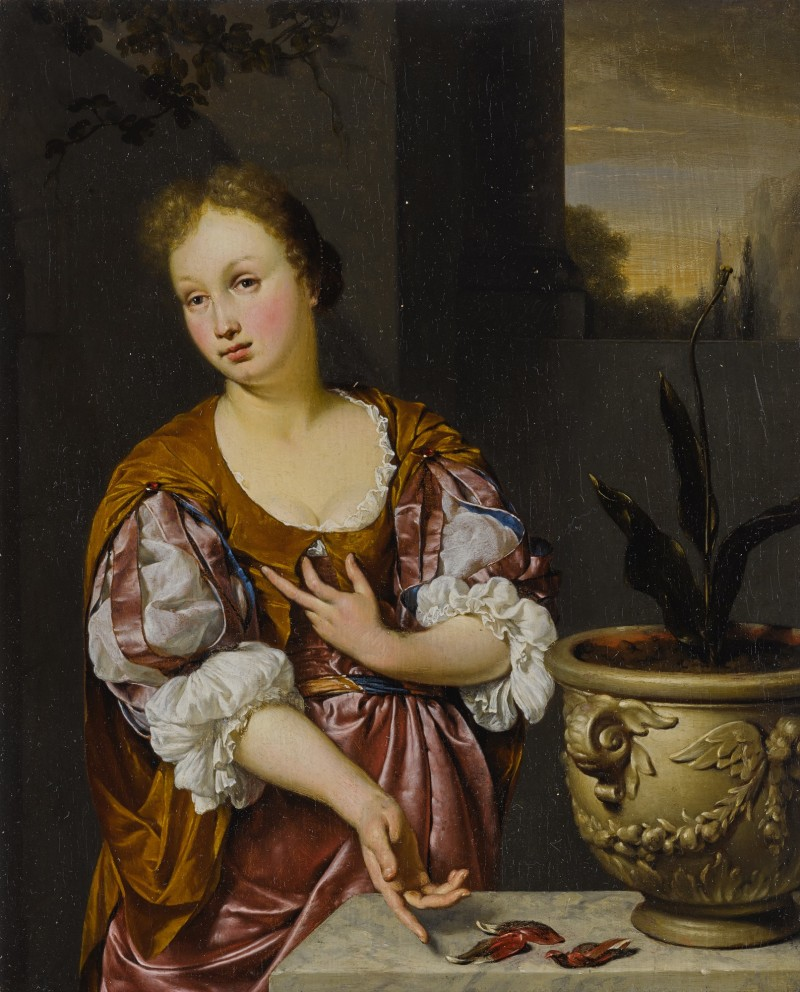
Ванитас (бренность). Портрет молодой женщины. Дерево, масло. Частное собрание